# Tomislav Paškvalin
Tomislav Paškvalin (né le 29 août 1961 à Zagreb) est un joueur de water-polo yougoslave (croate), double champion olympique en 1984 et 1988.
- CIO
- Comité olympique croate
- Olympedia